# Neoarhaphes
Neoarhaphes is een geslacht van kevers uit de familie  
kniptorren (Elateridae).
Het geslacht is voor het eerst wetenschappelijk beschreven in 1966 door Costa.

## Soorten
Het geslacht omvat de volgende soorten:
- Neoarhaphes americanus (Champion, 1895)
- Neoarhaphes brasiliensis Costa, 1966